# Socha svatého Jana Nepomuckého (Heřmanův Městec)
Barokní pískovcová socha svatého Jana Nepomuckého od neznámého autora se od roku 1729 nalézá ve městě Heřmanův Městec v okrese Chrudim. Socha stojí na Masarykově náměstí naproti zámku a od roku 1964 je chráněna jako nemovitá kulturní památka.

## Popis
Socha světce je umístěná na Masarykově náměstí západně od kašny jako protějšek  sochy svatého Václava) z roku 1723.
Na pískovcovém základě stojí nízký, nahoře profilováním okosený podstavec s předsazeným čelem. Na podstavci stojí užší pilíř zakončený nahoře profilovanou římsou.  Na čelní straně pilíře je zahlouben rámeček s nápisem lemovaným dvěma ratolestmi. Do rámečku je zasazen kovový závěs pro lucernu. 
Na zadní straně pilíře je vytesán nápis s chronogramem 1729: „HonorI aC VeneratIonI DIVÍ joannIs NepoMUCenI PatronI PosVIt AFK“. Další latinské nápisy jsou vytesány po stranách pilíře.
Na římse stojí na nízkém profilovaném podstavci socha prostovlasého světce v životní velikosti s hlavou se svatozáří hledící k nebi a stojícího na oblacích. Světec je oděn v řasnaté roucho a drží v náručí krucifix. U nohou světce stojí dvě sošky andílků.
Celé sousoší je komponované pro pohled zepředu, zadní strana není zpracována.
Sousoší prošlo v roce 2015 celkovou renovací.

## Galerie

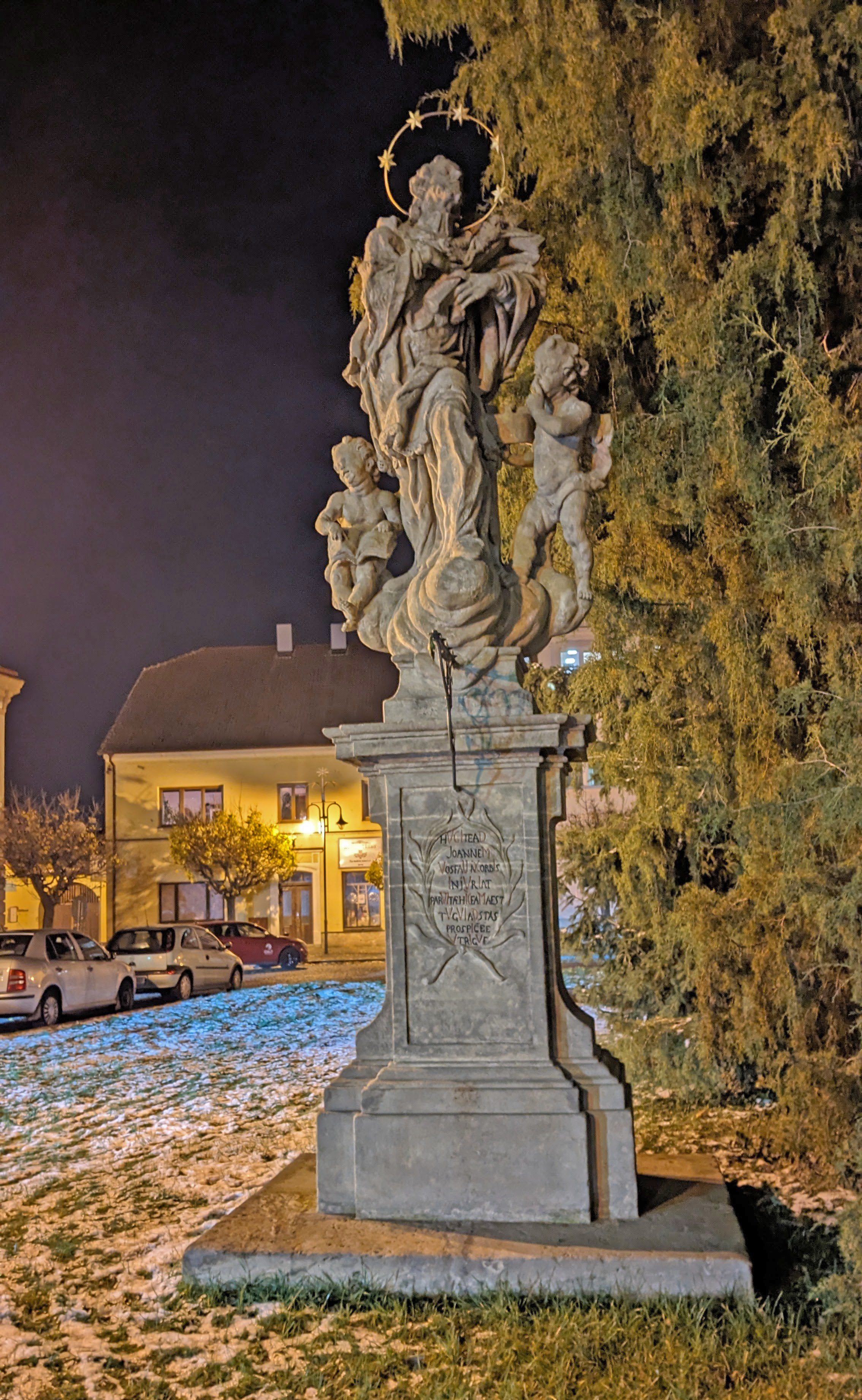
Socha svatého Jana Nepomuckého v listopadu 2023